# Sabha (thành phố)
Sabha (tiếng Ả Rập: سبها Sabhā) là một thành phố ở tây nam Libya với dân số 130.000 người. Thành phố vốn là thủ phủ lịch sử của khu vực Fezzan và nay là thủ phủ của quận Sabha.

## Tổng quan
Với một dân số tương đối lớn và tăng nhanh, tầm quan trọng của Sabha dựa vào vị trí trung tâm của nó trong việc chuyên chở bằng đường bộ và đường biển đến Fezzan, thành phố cũng có một căn cứ quân sự lớn, và là trung tâm của một số ngành nông nghiệp trên sa mạc.
Sabha được biết đến với Cung điện Pháo đài Elena, và được in trên đồng 10 dinar của Libya. Pháo đài Elena trước đây được biết đến là Fortezza Margherita, được xây dựng trong thời kỳ thuộc địa của Ý với vai trò là một cơ sở quân sự.
Sabha là nơi mà lãnh đạo Libya Muammar al-Gaddafi loan báo là "bình minh của thời kỳ quần chúng nhân dân".

## Quân sự
Theo các ghi nhận năm 2004, căn cứ quân sự Sabha có liên quan với chương trình vũ khí hạt nhân của Libya. Ốc đảo Seba, gần Sabha, từng là nơi thử rocket OTRAG, sau đó được mang đến sử dụng tại Shaba Bắc tại Zaire (nay là Cộng hòa Dân chủ Congo). Tại ốc đảo Seba vào ngày 1 tháng 3 năm 1981 một rocket OTRAG với chiều cao lớn nhất 50 km (31 mi) đã xuất hiện.Căn cứ không quân Sabha nằm ở phía nam của thành phố, trực thuộc Không quân Libya và được sử dụng nhiều máy bay MiG-25.

## Giao thông
Một tuyến đường sắt dài 800 km (500 mi) được dự định xấy dựng để kết nối Sabha với cảng Misrata để chở quặng sắt. Tuyến đường có thể kết nối tới Niger và xa hơn.